# Joué-l'Abbé
Joué-l'Abbé és un municipi francès situat al departament del Sarthe i a la regió de País del Loira. L'any 2007 tenia 1.161 habitants.

## Demografia

### Població
El 2007 la població de fet de Joué-l'Abbé era de 1.161 persones. Hi havia 403 famílies de les quals 40 eren unipersonals (40 homes vivint sols), 149 parelles sense fills, 194 parelles amb fills i 20 famílies monoparentals amb fills.
La població ha evolucionat segons el següent gràfic:
Habitants censats

### Habitatges
El 2007 hi havia 427 habitatges, 402 eren l'habitatge principal de la família, 9 eren segones residències i 15 estaven desocupats. Tots els 426 habitatges eren cases. Dels 402 habitatges principals, 337 estaven ocupats pels seus propietaris, 65 estaven llogats i ocupats pels llogaters i 1 estava cedit a títol gratuït; 1 tenia una cambra, 16 en tenien dues, 43 en tenien tres, 110 en tenien quatre i 232 en tenien cinc o més. 345 habitatges disposaven pel capbaix d'una plaça de pàrquing. A 136 habitatges hi havia un automòbil i a 250 n'hi havia dos o més.

### Piràmide de població
La piràmide de població per edats i sexe el 2009 era:
| Homes | Edats   | Dones |
| ----- | ------- | ----- |
| 0     | 95 o +  | 0     |
| 0     | 90 a 94 | 4     |
| 4     | 85 a 89 | 12    |
| 0     | 80 a 84 | 8     |
| 0     | 75 a 79 | 16    |
| 8     | 70 a 74 | 0     |
| 32    | 65 a 69 | 16    |
| 8     | 60 a 64 | 28    |
| 24    | 55 a 59 | 24    |
| 32    | 50 a 54 | 16    |
| 24    | 45 a 49 | 44    |
| 28    | 40 a 44 | 24    |
| 56    | 35 a 39 | 44    |
| 56    | 30 a 34 | 68    |
| 36    | 25 a 29 | 32    |
| 8     | 20 a 24 | 32    |
| 24    | 15 a 19 | 40    |
| 36    | 10 a 14 | 20    |
| 64    | 5 a 9   | 56    |
| 36    | 0 a 4   | 48    |

## Economia
El 2007 la població en edat de treballar era de 763 persones, 567 eren actives i 196 eren inactives. De les 567 persones actives 531 estaven ocupades (275 homes i 256 dones) i 36 estaven aturades (13 homes i 23 dones). De les 196 persones inactives 67 estaven jubilades, 75 estaven estudiant i 54 estaven classificades com a «altres inactius».

### Ingressos
El 2009 a Joué-l'Abbé hi havia 432 unitats fiscals que integraven 1.261 persones, la mediana anual d'ingressos fiscals per persona era de 18.240 €.

### Activitats econòmiques
Dels 36 establiments que hi havia el 2007, 5 eren d'empreses de fabricació d'altres productes industrials, 14 d'empreses de construcció, 3 d'empreses de comerç i reparació d'automòbils, 1 d'una empresa de transport, 1 d'una empresa d'hostatgeria i restauració, 2 d'empreses d'informació i comunicació, 1 d'una empresa financera, 6 d'empreses de serveis, 1 d'una entitat de l'administració pública i 2 d'empreses classificades com a «altres activitats de serveis».
Dels 17 establiments de servei als particulars que hi havia el 2009, 2 eren tallers de reparació d'automòbils i de material agrícola, 1 paleta, 3 guixaires pintors, 3 fusteries, 2 lampisteries, 2 electricistes, 2 empreses de construcció, 1 perruqueria i 1 restaurant.
L'any 2000 a Joué-l'Abbé hi havia 11 explotacions agrícoles que ocupaven un total de 516 hectàrees.

## Equipaments sanitaris i escolars
El 2009 hi havia una escola elemental.

## Poblacions més properes
El següent diagrama mostra les poblacions més properes.